# Psalidognathus antonkozlovi
Psalidognathus antonkozlovi es una especie de escarabajo longicornio del género Psalidognathus, tribu Prionini, subfamilia Prioninae. Fue descrita científicamente por Noguchi & Santos-Silva en 2016.

## Descripción
Mide 44,3-74 milímetros de longitud.

## Distribución
Se distribuye por Perú.